# Buržoazija
V kapitalističnem načinu produkcije je buržoazíja (tudi buržuazíja) razred, ki ima nadzor nad družbenimi produkcijskimi sredstvi. Primer teh so tovarne, rudniki, zemlja (vključujoč mehanizacijo, nujna za kmetijstvo) in trgovske verige, kot pomemben finančni vzvod pa moramo omeniti tudi kredit oziroma obrestonosni kapital. Produkcijska sredstva so, skratka, vse, kar je potrebno za normalno delovanje produkcijskega procesa. Ta so zaradi kapitalistične privatne lastnine ločene od producenta, s čimer se ta razlikuje od svojega predhodnika, kmečke privatne lastnine.
Produkcijska sredstva sama na sebi pa ne morejo ustvarjati nove vrednosti; stroj, ki miruje, je nekoristen, skladiščeno blago kapitalistu ne koristi. Buržoazija tako za cirkulacijo kapitala potrebuje živo delo, ki ustvarja novo vrednost in ohranja staro tako, da jo uporabi v novem produktu (glej konstantni kapital).

## Buržoazija in proletariat
Živega dela buržoazija ne najde direktno, najde pa na trgu delovno silo v obliki mezdnega delavca. Na prvi pogled je odvisnost vzajemna. Kapital buržoazije brez mezdnega delavca ni koristen, saj sploh ne izpolnjuje pogojev, da bi bil kapital; za kapital ji manjka živo delo. Po drugi strani mezdni delavec ne more sam proizvesti življenjskih potrebščin, ravno tako pa ne more sam realizirati delovne sile in produkt dela prodati na trgu; za to mu manjkajo produkcijska sredstva. 
Vzajemna odvisnost obstaja, iz česar pa ne sledi enakovreden pogajalski položaj, saj so posledice za obe strani različni. Kapitalist brez mezdnega delavca nima kapitala, ampak zaklad (nakopičeno bogastvo). Mezdni delavec se brez kapitalista ne more preživljati, saj sam sploh ne more realizirati svoje lastne delovne sile; to tudi pomeni, da ne more sam proizvesti potrebnih življenjskih potrebščin (po tem se tudi razlikuje od odvisnega kmeta pod fevdalizmom). Za buržuja je mezdno delo vprašanje bogatenja; za mezdnega delavca je vprašanje kritja njegovih osnovnih življenjskih potreb. 
Nadalje moramo še upoštevati pritisk rezervne armade delovne sile oziroma brezposelnosti, ki razmerje moči dodatno nagne v prid kapitalistu. Če mezdni delavec zavrne delovne pogoje, za njim stoji vrsta drugih, ki bodo te pogoje sprejeli; mezdni delavec bo pri drugih kapitalistih soočen z isto situacijo, z istimi pogoji.

## Odnosi znotraj buržoazije
Marxova trditev, da je za kapitalizem značilna anarhija družbene produkcije, je potrebna dopolnitve. To drži za obdobje konkurence, ko še ni zelo velikih razlik v moči posameznih kapitalistov. 
Sam konkurenčni boj ter akumulacija kapitala pa vodita v koncentracijo kapitala; s tem se spreminjajo razmerja moči znotraj kapitalističnega razreda, tudi do monopolnega stanja. Prvotna anarhija, značilna za konkurenco, tako dobi še hierarhična razmerja, ki pa ravno tako niso večna (monopoli s krizo lahko propadejo, sčasoma jih nadomestijo novi, ki jih doleti enaka usoda) . 
Buržoazija vseh velikosti je enotna edinole v razrednemu boju kot tabor nasproti proletariatu; če je slednji ne ogroža, je glavni cilj vsakega kapitalista podrediti si in absorbirati preostale kapitaliste. Poleg boja, ki poteka med velikimi kapitalisti ter velikemu kapitalu nasproti malim kapitalistom, lahko buržoazija računa še na pomoč delov malomeščanstva. Slednjega buržoazija sicer ogroža, a malomeščanstvo ima še vedno relativno boljši položaj kot proletariat. Ravno zdrsa v vrste proletariata pa se malomeščan najbolj boji; da se izogne tej usodi, je, ko reformistični razredni boj odpove, pripravljen tudi nastopati proti proletariatu skupaj s kapitalom in reakcionarnimi gibanji, vključno s fašizmom.

## Lastništvo produkcijskih sredstev
Nadalje za lastništvo produkcijskih sredstev ni nujno, da so v neposredni lasti buržuja. Buržoazija tako ne sestoji izključno iz industrialcev in trgovcev, ampak igrajo v kapitalizmu (kot finančni vzvod) pomembno vlogo tudi bankirji. Pri bankirjih moramo nadalje razlikovati med dvema pojmoma; obrestonosnim kapitalom in finančnim kapitalom.
V primeru obrestonosnega kapitala kapitalist ni lastnik produkcijskih sredstev, ampak denarja. Ta ne postane kapital, ker bi ga lastnik (obrestonosni kapital) sam investiral v produktivno dejavnost, ampak to stori nekdo drug. Denar obrestonosnega kapitalista postane kapital šele, ko ga posodi nekomu drugemu; šele pod dolžnikom se izvede dejanska cirkulacija kapitala, se dejansko ustvari nova vrednost (in s tem tudi presežna vrednost). Obrestonosni kapitalist kot »odškodnino«, ker je dopustil nekomu drugemu, da njegov denar uporablja kot kapital, pobere delež presežne vrednosti kot obresti; te se imenujejo tudi »cena kapitala«.
S pojmom finančni kapital označujemo prepletanje obrestonosnega kapitala s produktivnim (industrijskim in trgovskim) kapitalom. Banke s tem niso le posojilnice, ampak zaradi tega kreditnega vzvoda tudi pridobijo vpliv nad delovanjem svojih dolžniki; tako na primer ni več redkost, da v nadzornih svetih industrijskih in trgovskih podjetij sedijo tudi bančni direktorji (ali drugi zastopniki banke upnice). Dodaten vpliv, ki ga imajo banke, je omejevanje konkurence med njihovimi dolžniki, kar pa je predvsem varovanje njihovih investicij. Finančni kapital je kot kreditni vzvod tako istočasno pomemben vzvod družbene koncentracije kapitala.

### Delniške družbe
Dodaten primer so delniške družbe, kjer je kapitalist kot delničar od produkcije presežne vrednosti popolnoma ločen. S samim produktivnim kapitalom, torej ekonomsko dejavnostjo, kjer se ustvarja vrednost, nima neposredno nič skupnega; delničarjeva edina povezava s produkcijo presežne vrednosti je, da si delničar lasti del te presežne vrednosti kot osebni dohodek v obliki dividende. Iz te perspektive je dohodek delničarja zelo podoben zemljiški renti. V obeh primerih dohodek izhaja izključno iz lastninskega naslova; v primeru zemljiškega renta lastninskega naslova nad zemljo, v primeru delniške družbe zaradi lastniškega deleža delniškega (fiktivnega) kapitala.
Delniška družba je istočasno eden izmed bolj jasnih izrazov vloge buržoazije v kapitalizmu; jasno prikaže, da dohodek buržoazije ne izhaja iz njenega funkcionalnega doprinosa k družbeni produkciji, ampak izključno iz lastninskega naslova (tj. lastništva produkcijskih sredstev). Ustrezno ilustrira in povzame argument, ki ga je Engels uporabil, ko je buržoazijo označil za »odvečen družbeni razred«.
Z delniškimi družbami se pojavi potencialen pomislek, kako razredno opredeliti nekoga, ki ima nekaj delnic, a je istočasno mezdni delavec. Dokaj preprost odgovor na takšno »zagato« je, da upoštevamo relativno velikost takšnih dohodkov; če so ti zanemarljivi, vsekakor pa nezadostni, da bi krili življenjske potrebe, bi takšnega posameznika bilo nesmiselno označiti za buržuja. Na to opozarja tudi Immanuel Wallerstein, ki pa pri obravnavanju dohodka za osnovno enoto ne vzame posameznika, ampak družinsko gospodinjstvo.